# Simonds Farsons Cisk
Simonds Farsons Cisk è un birrificio fondato a Malta nel 1928, produttrice della birra Cisk.

## Storia
Nel 1928 Giuseppe Scicluna, proprietario della prima banca privata di Malta fondata nel 1840, rilevò una delle operazioni di un cliente della banca ottenendo una licenza temporanea per la produzione di lager. Fondò così "The Malta Export Brewery" e produsse la prima birra di Malta, la Cisk Pilsner.
Nel 1948 Malta Export Brewery fu acquisita dalla Simonds Farsons Limited, che era nata nel 1929 dalla fusione tra la L. Farrugia & Sons (alias 'Farsons') e la filiale maltese dell'azienda britannica Simonds' Brewery. La nuova compagnia prese il nome di Simonds Farsons Cisk Limited.

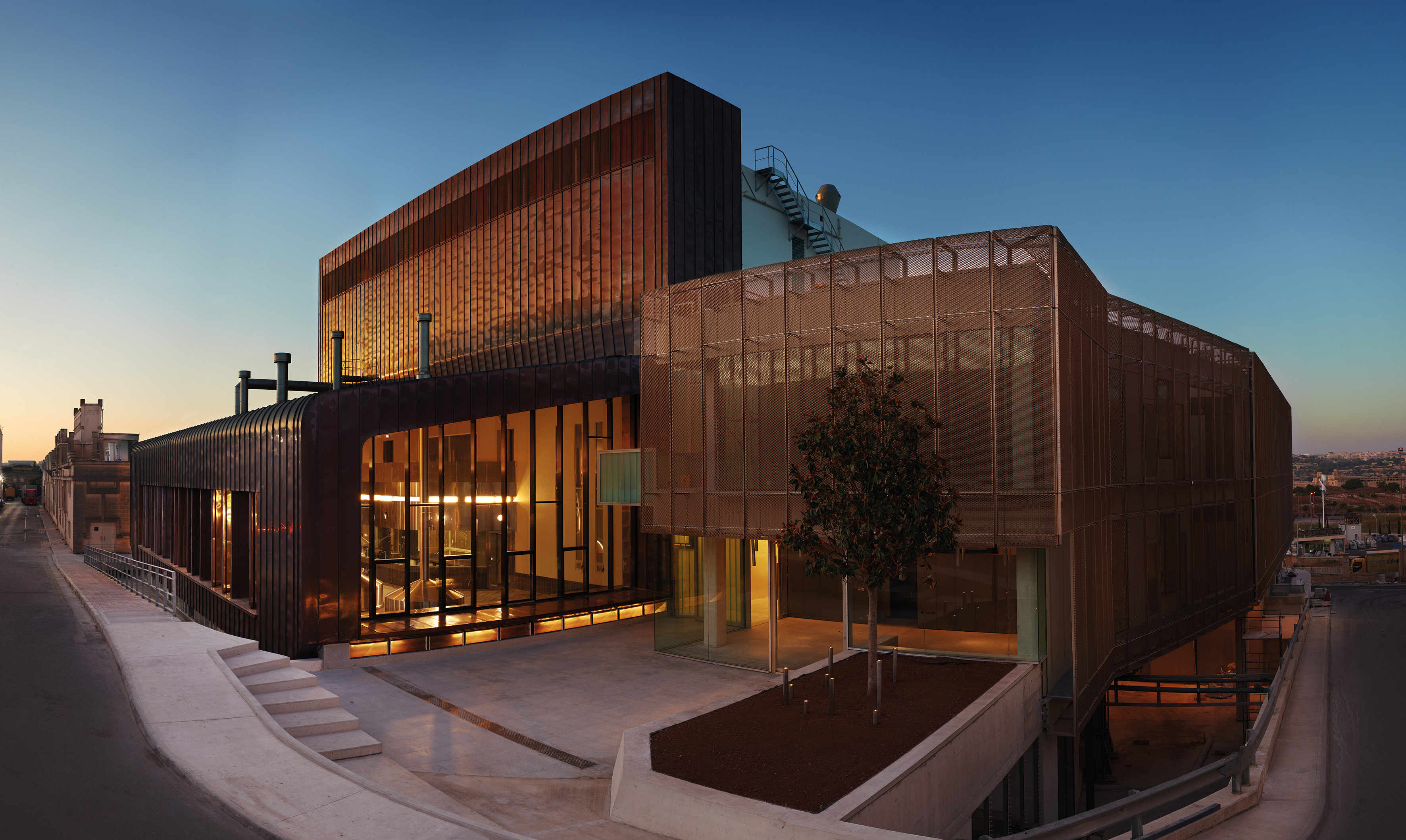
Farsons Brewery a Birchircara.

## Prodotti
Simonds Farsons Cisk produce le seguenti birre: Cisk (Lager), Cisk Export (Premium lager), Hopleaf (Pale ale), Hopleaf Extra (Premium Pale Ale), Blue Label (Ale), Lacto (Milk Stout), Traditional and Lemon & Lime shandies, oltre che Carlsberg e Skol sotto licenza. La compagnia produce anche una "variante" alla spina delle Hopleaf e Blue Label, oltre che varie bevande non alcoliche.